# Cory Sandhagen
Cory Sandhagen, (Aurora, 20 de Abril de 1992) é um lutador profissional de artes marciais mistas que atualmente compete pelo UFC na categoria dos galos. Atualmente é classificado como o #4 melhor peso galo do mundo pelo ranking do UFC.

## Biografia
Na sua infância, Sandhagen jogava      basquete. Com o passar do tempo seu interesse em esportes de combate começou a crescer, primeiramente no Kickboxing, onde ganhou múltiplos títulos da WKA. Após vencer o título mundial da WKA, Sandhagen começou a transição para as Artes Marciais Mistas.

## Carreira no MMA

### Início
Sandhagen fez sua estreia no Legacy Fighting Alliance em 24 de Fevereiro de 2017 no LFA 5 contra Jamall Emmers, perdendo via decisão unânime. Sua próximo luta foi em 17 de Outubro de 2017 contra Luiz Antonio Lobo Gavinho no LFA 24, onde ele venceu via nocaute técnico no primeiro round. A última aparição de Sandhagen pelo Legacy Fighting Allince foi em 19 de Janeiro de 2018, no LFA 31 onde derrotou José Aguayo com um nocaute no primeiro round.

### UFC
Sandhagen fez sua estreia no UFC no UFC on Fox: Jacaré vs. Brunson 2 em 27 de Janeiro de 2018 contra Austin Arnett. Ele venceu via nocaute técnico no segundo round.
Sua próxima luta foi no UFC Fight Night: Gaethje vs. Vick em 25 de Agosto de 2018 contra Iuri Alcântara. Ele venceu via nocaute técnico no segundo round. Esta luta lhe rendeu o bônus de Luta da Noite. 
Sandhagen era esperado para enfrentar Thomas Almeida no UFC Fight Night: Cejudo vs. Dillashaw. Entretanto, foi anunciado que Almeida seria substituído por John Lineker. Em 10 de Janeiro, Lineker teve que se retirar da luta devido a uma lesão na costela. Ele foi substituído pelo estreante Mário Bautista. Sandhagen venceu a luta via finalização no primeiro round.
A luta com John Lineker foi remarcada para o dia 27 de Abril de 2019 no UFC Fight Night: Jacaré vs. Hermansson. Sandhagen venceu a luta via decisão dividida.
Sandhagen enfrentou o Brasileiro Raphael Assunção em 17 de Agosto de 2019, no UFC 241: Cormier vs. Miocic 2. Ele venceu a luta via decisão unânime.

## Cartel no MMA
| Cartel no MMA   |             |            |
| 19 lutas        | 15 vitórias | 4 derrotas |
| Por nocaute     | 6           | 0          |
| Por finalização | 3           | 1          |
| Por decisão     | 6           | 3          |
| Empates         | 0           | 0          |

| Res.    | Cartel | Oponente                  | Método                                 | Evento                                 | Data       | Round | Tempo | Local                     | Notas                                                   |
| ------- | ------ | ------------------------- | -------------------------------------- | -------------------------------------- | ---------- | ----- | ----- | ------------------------- | ------------------------------------------------------- |
| Vitória | 16-4   | Marlon Vera               | Decisão (dividida)                     | UFC on ESPN: Vera vs. Sandhagen        | 25/02/2023 | 5     | 5:00  | San Antonio, Texas        |                                                         |
| Vitória | 15-4   | Song Yadong               | Nocaute Técnico (interrupção médica)   | UFC Fight Night: Sandhagen vs. Song    | 17/09/2022 | 4     | 5:00  | Enterprise, Nevada        |                                                         |
| Derrota | 14-4   | Petr Yan                  | Decisão (unânime)                      | UFC 267: Blachowicz vs. Teixeira       | 30/10/2021 | 5     | 5:00  | Abu Dhabi                 | Pelo Cinturão Peso Galo Interino do UFC; Luta da Noite. |
| Derrota | 14-3   | TJ Dillashaw              | Decisão (dividida)                     | UFC on ESPN: Sandhagen vs. Dillashaw   | 24/07/2021 | 5     | 5:00  | Enterprise, Nevada        |                                                         |
| Vitória | 14-2   | Frankie Edgar             | Nocaute (joelhada voadora)             | UFC Fight Night: Overeem vs. Volkov    | 06/02/2021 | 1     | 0:28  | Las Vegas, Nevada         | Performance da Noite.                                   |
| Vitória | 13-2   | Marlon Moraes             | Nocaute Técnico (chute rodado e socos) | UFC Fight Night: Moraes vs. Sandhagen  | 10/10/2020 | 2     | 1:03  | Abu Dhabi                 | Performance da Noite.                                   |
| Derrota | 12-2   | Aljamain Sterling         | Finalização (mata leão)                | UFC 250: Nunes vs. Spencer             | 06/06/2020 | 1     | 1:28  | Las Vegas, Nevada         |                                                         |
| Vitória | 12-1   | Raphael Assunção          | Decisão (unânime)                      | UFC 241: Cormier vs. Miocic II         | 17/08/2019 | 3     | 5:00  | Anaheim, California       |                                                         |
| Vitória | 11-1   | John Lineker              | Decisão (dividida)                     | UFC Fight Night: Jacaré vs. Hermansson | 27/04/2019 | 3     | 5:00  | Sunrise, Florida          |                                                         |
| Vitória | 10-1   | Mario Bautista            | Finzalização (chave de braço)          | UFC Fight Night: Cejudo vs. Dillashaw  | 19/01/2019 | 1     | 3:31  | Brooklyn, New York        |                                                         |
| Vitória | 9-1    | Iuri Alcântara            | Nocaute Técnico (socos)                | UFC Fight Night: Gaethje vs. Vick      | 25/08/2018 | 2     | 1:01  | Lincoln, Nebraska         | Retornou aos Galos; Luta da Noite.                      |
| Vitória | 8-1    | Austin Arnett             | Nocaute Técnico (socos)                | UFC on Fox: Jacaré vs. Brunson II      | 27/01/2018 | 2     | 3:48  | Charlotte, North Carolina | Estreia no UFC.                                         |
| Vitória | 7-1    | Jose Aguayo               | Nocaute Técnico (joelhada e socos)     | LFA 31                                 | 19/01/2018 | 1     | 1:07  | Phoenix, Arizona          |                                                         |
| Vitória | 6-1    | Luiz Antonio Lobo Gavinho | Nocaute Técnico (socos)                | LFA 24                                 | 13/10/2017 | 1     | 3:00  | Phoenix, Arizona          |                                                         |
| Derrota | 5-1    | Jamall Emmers             | Decisão (unânime)                      | LFA 5                                  | 24/02/2017 | 3     | 5:00  | Broomfield, Colorado      |                                                         |
| Vitória | 5-0    | Clay Wimer                | Decisão (unânime)                      | Resurrection Fighting Alliance 43      | 09/09/2016 | 3     | 5:00  | Broomfield, Colorado      |                                                         |
| Vitória | 4-0    | Josh Huber                | Decisão (unânime)                      | Sparta Combat League 50                | 16/07/2016 | 3     | 5:00  | Castle Rock, Colorado     | Ganhou o Cinturão Peso Pena do SCL.                     |
| Vitória | 3-0    | Dalton Goddard            | Finalização (mata leão)                | Paramount MMA 2016                     | 15/05/2016 | 1     | 3:38  | Denver, Colorado          |                                                         |
| Vitória | 2-0    | Andrew Tenneson           | Decisão (unânime)                      | Resurrection Fighting Alliance 34      | 15/01/2016 | 3     | 5:00  | Broomfield, Colorado      | Estreia nos Penas.                                      |
| Vitória | 1-0    | Bruce Sessman             | Finalização (mata leão)                | FTW: Prize Fighting Championship 9     | 30/05/2015 | 1     | 1:16  | Dakota do Norte           |                                                         |